# Alexandr Bužek
Alexandr Bužek (* 2. srpna 2004 Zlín) je český profesionální fotbalista, který hraje na pozici defensivního záložníka za český klub MFK Karviná, kde je na hostování z pražské Slavie, a za český národní tým do 20 let.

## Klubová kariéra
Bužek je odchovancem Zlína, do jehož akademie nastoupil v pěti letech. Svého debutu v české nejvyšší soutěži se dočkal 12. srpna 2023, když nastoupil na závěrečných 15 minut utkání 4. kola proti Slovanu Liberec. V základní sestavě trenéra Bronislava Červenky se poprvé objevil 4. listopadu 2023 v utkání proti Pardubicím, které svým prvním gólem v kariéře rozhodl. Ve zbytku sezóny si Bužek udržel místo v základní sestavě, nastoupil dohromady do 31 soutěžních utkání, nicméně nedokázal zabránit sestupu Zlína z Fortuna:ligy.
Po sestupu se Zlína přestoupil Bužek v létě 2024 ze Zlína do pražské Slavie. Mladý záložník podepsal s českým vicemistrem smlouvu do 30. června 2028. V dresu Slavie debutoval 7. srpna v utkání třetího předkola Ligy mistrů proti Unionu Saint-Gilloise. 31. října nastoupil poprvé v základní sestavě Slavie v utkání třetího kola MOL Cupu proti Benátkám nad Jizerou a gólem přispěl k výhře 4:1. V podzimní části sezony 2024/25 nastupoval především v druholigové rezervě, a tak v lednu požádal klub o uvolnění na hostování.
V lednu 2025 odešel Bužek na půlroční hostování do Karviné. Svůj debut ve slezském klubu si odbyl 1. února při remíze 1:1 s Teplicemi.

## Reprezentační kariéra
Bužek od října 2023 reprezentuje Česko na mládežnických úrovních.